# برج فاکس
برج فاکس (به انگلیسی: Fox Tower) دارای ۲۷ طبقه است. ارتفاع ۱۱۳٫۳۹ متر (۳۷۲٫۰ فوت)
دفتر این آسمانخراش در مرکز شهر پورتلند است. این ساختمان بین خیابان یامهیل (Yamhill)و خیابان موریسون است. این برج در سال ۲۰۰۰ با هزینه ۶۴ میلیون دلار تکمیل شد و بعد از سالن تئاتر فاکس، تئاتر سایت را از سال ۱۹۱۱ تا اواخر ۱۹۹۰ اشغال کرد. گروه طراحی معماری TVA Architects ساختمان را طراحی کردند و تام مویر ساختمان را توسعه بخشید.

## تاریخچه
طراحی اصلی این ساختمان شامل ۷ طبقه پارکینگ بالای سطح زمین بوده‌است. برنامه طراحی پارکینگ‌ها بالای سطح زمین در سال ۱۹۹۸ برداشته شد. برای اضافه کردن فضای اصلی که سالن تئاتر بود و توسط قانون III تئاتر اداره می‌شود.
برای این ساختمان گواهینامه مدرک طلایی لید(LEED) در زمینه طراحی انرژی و محیط زیست از ایالات متحده آمریکا صادر شده‌است.
و همچنین شورای ساختمان سبز در سال ۲۰۱۲ برای پایداری ساختمان گواهینامه صادر کرده‌است.

## جزییات ساختمان

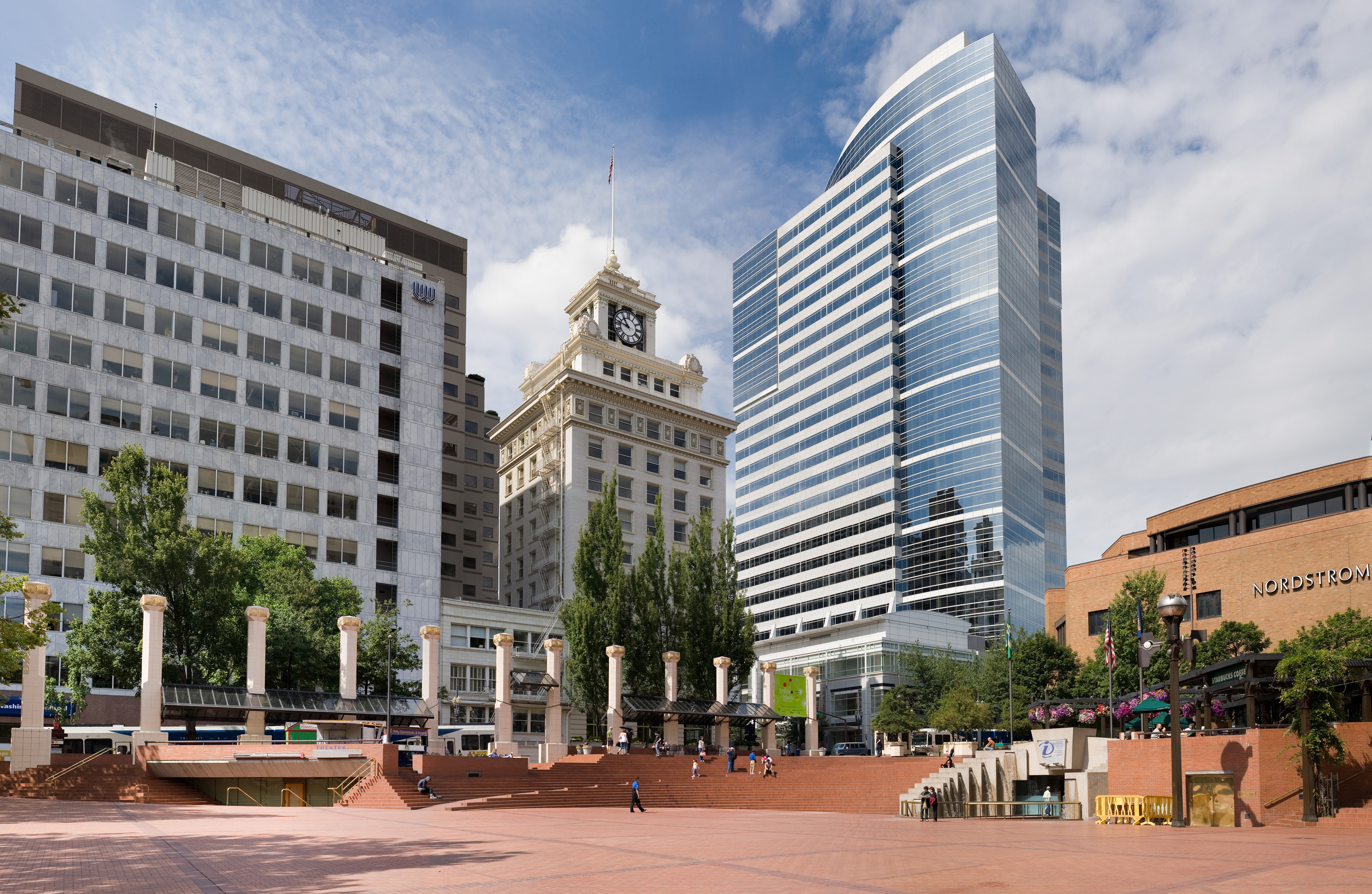
برج فاکس (سمت راست). از میدان دادگاه پایونیر این منظره دیده میشود.

مورد قابل توجه در برج فاکس تضاد بین سمت شرق برج که منحنی است و سمت غرب که زاویه دار و مکعبی است می‌باشد. تلفیق این زوایای ساختمان، دیدهای منحصربه‌فردی را از هر طرف نسبت به ساختمان به وجود می‌آورد.
این چند بعدی بودن و طراحی مجموعه پشت ساختمان به منظور جلوگیری از سایه انداختن ساختمان روی ساختمان دادگاه پایونیر است که دقیقاً در آن سمت میدان و در گوشه مخالف برج فاکس قرار دارد.
طبقه همکف خانه فروشگاه خرده فروشی است، و کاربری اصلی برج فاکس که سالن‌های نمایش تئاتر است به صورت ۱۰ مجموعه نمایش تئاتر در طبقه دوم قرار دارد. همچنین ۴۶۲ فضا در زیر زمین برای پارکینگ تهیه شده که عمیق‌ترین فضای پارکینگ در زیرزمین در پورتلند است.
در سال ۲۰۰۶ برج فاکس هنوز توسعه نیافته بود، تام مویر ساخت و ساز گاراژ زیرزمینی را از بلوک غرب شروع کرد و آن را به پارکینگ برج فاکس متصل کرد. این ساختار پارکینگ جدید در دسامبر ۲۰۰۷ باز شد که در مجموع دارای ۱۱۳۲ فضا برای پارک اتومبیل بود.
از آنجا که بلوک غرب نسبت به برج فاکس کمی در شیب (سربالایی) قرار داشت، پارکینگ بلوک غرب نسبت به سطح زمین از برج فاکس عمیق تر است.
پارکینگ جدید یک تأسیسات (سیستم) زیرزمینی است به همراه پارکی در شهر پورتلند در روی سطح زمین (در بالای آن).
ساخت و ساز و محوطه سازی برای پارک شهر پورتلند در مارس ۲۰۰۸ آغاز شده بود. همچنین برنامه ریزی شده پارکینگ زیرزمینی به پارک برج غرب متصل شود.